# Non è mai troppo tardi (miniserie televisiva)
Non è mai troppo tardi è una miniserie televisiva italiana prodotta e trasmessa dalla Rai che racconta la storia di Alberto Manzi, maestro di scuola e conduttore televisivo del programma intitolato Non è mai troppo tardi andato in onda dal 1960 al 1968, che ha rappresentato un prezioso viatico contro l'analfabetismo in Italia.

## Trama
Alberto Manzi vuole fare il maestro all'età di venti anni, in pieno dopoguerra. Riesce ad avere la cattedra soltanto in un carcere minorile. Successivamente viene trasferito in una vera e propria scuola, ma questa strada gli sembra inadeguata. Nel frattempo la Rai, tra le sue prime trasmissioni, decide di realizzarne una per insegnare a leggere e a scrivere a milioni di italiani. Manzi diventerà il maestro della televisione, alfabetizzando il pubblico e rimanendo nei ricordi di tanti italiani di quel tempo.

## Colonna sonora
La colonna sonora del film è stata composta da Stefano Lentini. Le registrazioni sono state effettuate a Budapest presso l'Auditorium della Radio Nazionale Ungherese con la Budapest Symphony Orchestra diretta da Peter Illényi. Il cd in formato digitale è stato pubblicato da Rai Trade.

## Ascolti Tv
| Episodio nº | Messa in onda    | Telespettatori | Share  |
| ----------- | ---------------- | -------------- | ------ |
| 1           | 24 febbraio 2014 | 5.932.000      | 21,06% |
| 2           | 25 febbraio 2014 | 6.812.000      | 24,42% |

## Produzione e distribuzione
La serie è stata prodotta e distribuita da RAI Fiction. La post-produzione è stata effettuata da Reset VFX Srl.